# Cystiactis koellikeri
Cystiactis koellikeri is een zeeanemonensoort uit de familie Actiniidae. De anemoon komt uit het geslacht Cystiactis. Cystiactis koellikeri werd in 1910 voor het eerst wetenschappelijk beschreven door Pax. 